# Джорджо де Кіріко

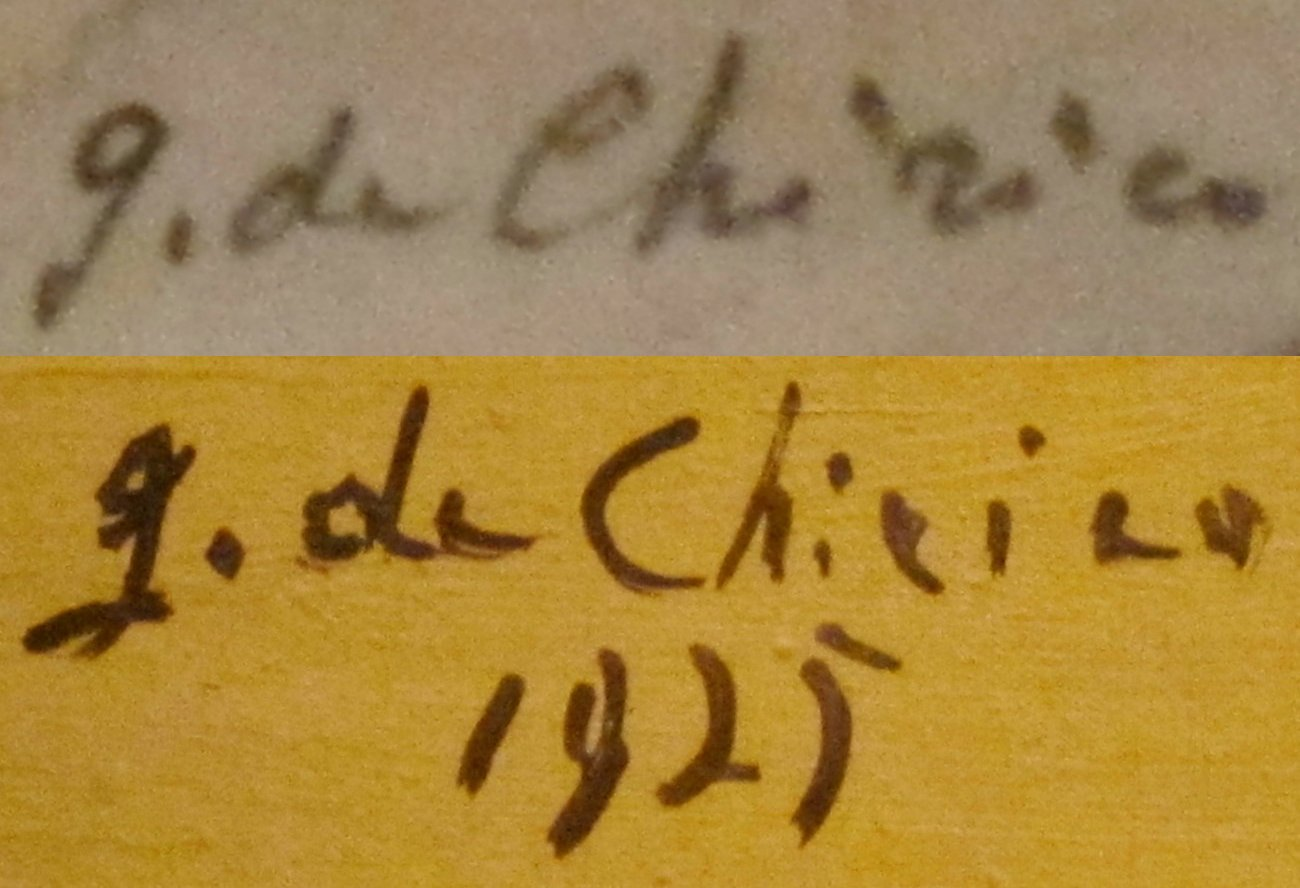
Підпис

Джорджо де Кіріко (італ. Giorgio de Chirico, 10 липня 1888, Волос, Греція — 20 листопада 1978, Рим, Італія) — італійський аристократ, художник і графік.

## Життєпис
Походить з родини італійського аристократа Еварісто де Кіріко (був бароном), фахового інженера, який працював у турецько-італійській фірмі з будівництва залізниць. До Греції, де Евірісто де Кіріко працював, перевіз і свою родину. Тому два сини аристократа (молодший Андреа і старший Джорджо) народились у Греції, у місті Волос.

## Деспотична мати
Мати, Джемма Черветто, походила із забезпеченої буржуазної родини з міста Генуя, мала деспотичний характер, пуританські погляди і психічну нестабільність. Тому дитинство і юність братів Андреа і Джорджо не називають щасливими, незважаючи на матеріальні статки. Батько часто полишав родину через працю на віддалених ділянках будівництва, дітей виховувала мати. Головний принцип виховання — заборони та придушення активності дітей. Психічно травмований Джорджо відрізнятиметься пригніченим настроєм, неврівноваженістю і комплексами меншовартості, якими страждатиме десятиліттями.
Вже під час перебування в місті Волос підліток Джорджо навчався малювання у грецького провінційного художника Константіноса Маврудіса, який працював креслярем в офісі батька. Надалі батьки-аристократи залучили до навчання сина художників Карла Барбера та Швейцера Джильєрона, вихователя грецької королівської родини, археолога та фахівця з античності.

## Освіта
У 1900 році влаштувався у Політехнічний інститут у Афінах, на той час найкращий навчальний заклад у столиці Греції. Навчання тривало п'ять років. Джорджо почав вивчати художні техніки у портретиста Георгіоса Якобидіса (останній навчався у Мюнхені).

## Смерть батька і мюнхенський період
Батько помер у 1905 році. Мати вивезла братів із Греції і оселилась у Мюнхені. У Джорджо почався період пригніченості, що перейшов у депресію. Мюнхенський період життя тривав три роки. Джорджо відкрив для себе творчість символіста і декадента Арнольда Бекліна (1827—1901) та Макса Клінгера (1857—1920), віртуозні графічні цикли якого старанно вивчав. У Мюнхені розпочався період впливів німецьких майстрів на свідомість Джорджо, він захоплюється як німецьким мистецтвом ХІХ століття (відверто невеселим і не найкращим на той час у Європі), так і німецькою декадентською філософією. Серед авторитетів молодого Джорджо — німецький письменник і філософ Фрідріх Ніцше (1844—1900). Мати з молодшим сином відбула у Мілан. Депресивний Джорджо покидає Мюнхен, не закінчивши курсу у академії, і приєднується до матері у Мілані. Він працює художником, але ніде не виставляється, бо ніде не піднімається до висот, яких досяг у мистецтві Макс Клінгер. Відчував себе самотнім і покинутим, відчуває, що не може думати чітко і ясно.

## Впливи теоретика Вейнінгера
В мюнхенський період помітний вплив на свідомість Кіріко мав німецький теоретик і психолог Отто Вейнінгер (1880—1903), автор книги «Стать і характер». У власних теоріях Вейнінгер використав поняття «художник-дослідник» та «художник-священик». До «художників-священиків» він панегірично відносив і творчість Арнольда Бекліна, яким захоплювався Кіріко.
Вейнінгер наполягав, що мінлива реальність тим не менше завжди має незалежні, статичні і базисні елементи — він пропонував, що це геометричні форми, геометричні конструкції, не реальні речі, а символи реальних речей. Кіріко зрозумів це буквально-примітивно і звернувся до геометричних конструкцій і символів реальних речей у власному живопису, воліючи теж стати «художником-священиком». Незвичні тоді статичні форми ошелешили глядачів і критиків і були близькі до кубізму, і, навпаки, суто протилежні динамічним формам італійського футуризму. Кіріко експериментує навіть з формою картин, роблячи трикутні або у вигляді трапеції, не помічаючи спрощень і примітивності власних експериментів.

## Паризький період
Родина перебралась з Мілану у Францію, де Джорджо лікує нервову систему на курорті Віші. Потім прибув у Париж. У 1912 приятель Кіріко грек Калковорессі сприяв знайомству Джорджо із французьким художником П'єром Лапрадом (1875—1932), який був членом журі паризького Осіннього салону. П'єр Лапрад бачить картини Джорджо і сприяє виставці трьох картин — у Осінньому салоні в Парижі. Картини нібито хвалять, але ніхто не купує. Від знову виставив три полотна в березні 1913 році у Салоні Незалежних.
Художник отримав поміч від авторитетного на той час Аполлінера, з ним познайомився паризький маршан Поль Гійом, що виставляє картини Кіріко в своїй галереї. Складено договір із Полем Гійомом, згідно з яким Кіріко повинен надавати маршану шість картин на продаж щомісячно лише за 120 франків. Так Джорджо почав заробляти на мистецтві. Окрім запаморочливих образів у живописі, художник почав надавати суперечливі і контрастні назви власним картинам. З'явилися «Повстання мудрого», «Тривожні музи», «Меланхолія вулиць», «Безсмертні моделі».

## Примусове повернення у Італію. Сюреалістичний період
У 1915 році Італія вступила до Першої світової війни і уряд наказав італійцям за кордонами прибути на батьківщину. Джорджо вимушено повертається у Флоренцію, де був мобілізований у 27-й піхотний полк і (як аристократ і не здатний до військової служби) потрапляє на службу у військовий шпиталь. Художник демобілізувався в 1918 році і приєднався до матері, що мешкала на той час у Римі.
На повоєнний період прийшлися впливи на Кіріко класичного мистецтва та знайомство з настановами сюрреалізму. Зв'язок із маршаном Гійомом не перервався і в 1922 році той разом із Андре Бретоном організував виставку картин Кіріко у власній галереї в Парижі, де показав 55 його творів. Зближення із сюрреалістами тривало до 1929 року, коли вони посварились і Кіріко відходить від художнього напрямку і його прихильників.

## Замовлення від уряду Муссоліні
У 1933 році Джорджо отримав замовлення від войовничого уряду Муссоліні на цикл фресок у павільйоні Міланської тріеннале. Тематика фресок — «Культурні досягнення Італії».
Художник виконав фрески у звичній для нього системі штучно поєднаних і нелогічних фрагментів — крилатий кінь Пегас, римський амфітеатр Колізей, соборСв. Петра у Римі… А низка італійських митців і літераторів на фресках напружено займалась творчими пошуками. Огляд фресок переконав комісію у повній невідповідності виконаних творів до зазначених тем. Організатори пішли на знищення невідповідних замові фресок.
Середній і пізній періоди творчості Кіріко повні стилістичних коливань і протиріч. Він робить копії картин старовинних майстрів і подає їх на виставках поряд з картинами метафізичного періоду.

## Скульптурна продукція Кіріко
Звертався Джорджо і до створення скульптур. У результаті — неспроможність вийти з кола запаморочливих образів-манекенів, і він робить низку цих манекенів у різних ракурсах, надаючи незвичні назви. Аби підвищити комерційну вартість скульптурної продукції, припустився до виливання їх у сріблі і золоті. Але зубожіння і примітивність ідей коштовні матеріали приховати не могли. Скульптурну продукцію Кіріко довгий час не включали у каталоги і не брали на виставки серйозного рівня.
Падіння суспільних смаків і потяг до творчості маргінальних і напівбожевільних осіб наприкінці ХХ ст. таки привернуло увагу до скульптурної продукції Кіріко. Частка їх встановлена на вулицях азійських міст як вияви західноєвропейського мистецтва. На хвилі повної втрати образності, фігуративності в живопису, на хвилі офіційної фінансової підтримки абстракціонізму і така скульптурна продукція знайшла попит в споживацькому суспільстві низки західних країн та у Сполучених Штатах.

## Власні шлюби і скандали
У 1924 році в Парижі він познайомився із танцівницею Раїсою Гуревич-Кроль, з якою взяв шлюб. У 1930 році в Римі він познайомився із російською емігранткою Ізабеллою Паксвер, з якою взяв шлюб вдруге. 1936 року померла мати художника, що вкотре погіршило психічну нестабільність Джорджо. Він і раніше відрізнявся скандалами. По смерті матері він розпочав судове переслідування організаторів венеціанської біеннале, ніби ті виставили його картини без його дозволу.
У 1946 році відбулась виставка його картин у галереї Алар — Кіріко не прийняв виставку і декларував, що там виставили фальшиві твори. Музеї і галереї почали ховати твори Кіріко, розпочався тривалий період листування і отримання дозволів на експонування.

## Графічне надбання
Час від часу Кіріко брався створювати друковану графіку. Зазвичай вона носила автобіографічний характер, була відтворенням графічними техніками численних автопортретів та вільних інтерпретацій його раннього живопису. Особливо часто він звертався до графіки в 1970-і. Це знову таки автопортрети та зображення манекенів без облич, що стануть заштампованими образами митця, його фірмовим стилем у живопису, у скульптурі.
Зазвичай Кіріко звертався до технік літографії та різновидів офорту — акватинта, офорт м'яким лаком. Збляклі графічні відбитки у порівнянні з кольоровими варіантами в живописі олійними фарбами художник доповнював аквареллю або кольоровими олівцями. Але більшість графіки художника відбивала його мізерабілізм, пригніченість, неприємно дивувала чудернацькими якостями — застиглістю, відсутністю повітря, фантасмагоричними фігурами манекенів без облич у штучних сюжетах, наче побачених у нічних кошмарах. В графічних творах художник так і не подолав дивацьке коло давно вироблених і заштампованих образів. Більшість відбитків має «вторинний» характер. Графіка Кіріко (незважаючи на власну оригінальність та індивідуальність), помітно програвала у порівнянні з графікою сучасних йому італійських майстрів, серед котрих — Франческо Мессіна, Ренато Гуттузо, особливо вона програвала віртуозним офортам скульптора і графіка Еміліо Греко.

## Критичний огляд надбання
Джорджо виробив свій важкуватий і малорухомий стиль, якого притримувався все життя після нетривалого періоду ранніх пошуків. Його вважають засновником так званого метафізичного живопису, мета котрого — спантеличити глядача порожньою загадковістю і утаємниченим змістом, якого не знали і самі митці.
Ще у 1913—1914 роках Джорджо в Парижі почав малювати пустельні, фантазійні, міські пейзажі з цитатами італійської класики (гіпсові голови Аполлона, Зевса, схематичні і монотонні галереї, манекени без облич, чудернацькі вежі, довгі передвечірні тіні, суміш з випадкових речей, поєднаних у хаотичні композиції — від бронзового монумента до гумової рукавиці і книги, що не має назви на обкладинці тощо).
Формування невеличкого об'єднання метафізичних живописців пройшло у 1916 році в місті Феррара, Італія. До угруповання увійшли сам де Кіріко, Карло Карра́, Філіппо де Пізіс, Альберто Савініо. Пізніше до них приєднався художник Джорджо Моранді. Течія була недовгою і в 1921 році фіксують її розпад. Дослідники вважають появу метафізичного живопису реакцією на кризу футуризму, мистецької течії в Італії на початку 20 ст. Сам метафізичний живопис не створив ані своєї школи, ані тривалого мистецького об'єднання. Тим не менше його помітили, і в Італії ціла низка митців зазнала впливу ідей метафізичного живопису, хоча насичувала свої картини різними власними знахідками (Маріо Сіроні, Массімо Кампільї, Анастасіо Сольдаті, Арденго Соффічі).

## Смерть
Помер у Римі. Поховання відбулося у церкві Сан Франческо а Ріпа.

## Музей у Римі
В будинку на площі Іспанії в Римі, де мешкав художник, створено його музей.

## Вибрані твори
- «Туга за нескінченним», 1911
- «Автопортрет», 1919
- «Андреа де Кіріко», 1910
- «Поль Гійом», 1911
- «Портрет матері», 1911
- «Вежа», 1913
- «Загадка осіннього полудня»
- «Невизначеність поета», 1913
- «Мовчаща скульптура. Покинута Аріадна», 1913
- «Вокзал Монпарнас», 1914
- «Площа Ітілії», 1914
- «Портрет Гійома Аполлінера», 1914
- «Площа Ітілії. Меланхолія»
- «Нудьга отруєння», 1914
- «Прогулянка філософа», 1914
- «Чистота уяви», 1915
- «Гектор і Андромаха», 1916
- «Повстання мудрого», 1916
- «Єврейський янгол», 1916
- «Смерть духу», 1916
- «Метафізичний інтер'єр і печиво», 1917
- «Автопортрет з гіпсовим погруддям самого Кіріко», 1922
- «Великий метафізик», 1924
- «Руйнація муз», 1925
- «Археологи», 1927
- «Археолог у храмі», 1928
- «У школі гладіаторів», 1927
- «Автопортрет в майстерні у Парижі», 1935
- «Гладіатори», 1936
- «Автопортрет оголеним», 1945
- «Бійка гладіаторів на арені», 1948
- «Автопортрет в саду», 1959
- «Натюрморт зі срібним посудом», 1962
- «Трубадур», 1968
- «Метафізичний інтер'єр і печиво», 1968
- «Аполлон і натюрморт з трояндами і фруктами», 1974

## Каталоги виставок
- Giorgio de Chirico: Catalogo generale/Claudio Bruni Sakraischik, Isabella Far, eds. Milano: Electa, 1971—1983
- Giorgio De Chirico, 1888—1978: Galleria nazionale d'arte moderna, Roma, 11 novembre 1981-3 gennaio 1982/ Pia Vivarelli, ed. Roma: De Luca, 1981
- Giorgio de Chirico: post-metaphysical & baroque paintings, 1920—1970/ Claudio Bruni Sakraischik a.o., eds. New York: Robert Miller, 1984